# Vorne ist verdammt weit weg
Vorne ist verdammt weit weg ist eine deutsche Filmkomödie des Regisseurs Thomas Heinemann aus dem Jahr 2007. Das Drehbuch schrieb er gemeinsam mit dem fränkischen Kabarettisten Frank-Markus Barwasser, der auch die Hauptrolle spielte.

## Handlung
Erwin Pelzig verletzt seinen Nachbarn Johann Griesmaier durch eine Unachtsamkeit schwer. Pelzig übernimmt während der Genesung Griesmaiers dessen Stelle als Chauffeur für den Einkaufswagen-Hersteller Bieger. Dort erfährt er, dass der Job in Gefahr ist, da die Produktion in die Mongolei verlagert werden soll. Pelzig versucht, dies abzuwenden.

## Kritiken
„Erster Kinoauftritt eines Kabarettisten, bei dem es weniger um satirische Kritik an den Missständen als um positive Werte geht: ein sozialromantisches Märchen mit augenzwinkerndem Humor.“

„Der Film braucht viel Zeit, um diese doch eher einfach gestrickte Handlung mit ihren zahlreichen Protagonisten aufzurollen, so viel, dass der Inhalt im Verhältnis zur Verpackung zu kurz kommt. Kaum jemandem dürfte die angeprangerte Heuschreckenmentalität heute noch fremd sein und an präziserer Satire oder bissigen Dialogen mangelt es leider. Was bleibt ist die so reizvolle wie realitätsferne Idee, die Aktienwelt mit ihren eigenen Mitteln ad absurdum zu führen und etwas stereotype Grundsatzkritik in Form einer behäbigen Familienkomödie.“

„Barwasser hebt sich ab – nicht nur von den ‚Comedian-Kollegen‘, sondern auch von vielen Kabarettisten, die sich neuerdings auch gerne unpolitisch geben. Und auch sein Film hebt sich ab: Es ist kein Kabarettisten-Film im typischen Sinne, keine Nummernrevue mit Barwasser und Bühnenkollegen, sondern ein Spielfilm mit Schauspielern (wunderbar: Christiane Paul und Peter Lohmeyer) und einem ruhigen Erzählton. […] Der erste Kinofilm von Frank-Markus Barwasser: Eine Gesellschaftssatire, in der Erwin Pelzig dem Kapitalismus die Stirn bietet.“

„In Zeiten von Globalisierung, hoher Arbeitslosigkeit und zunehmender Effizienzeifrigkeit wagt der Film den Balanceakt aus gesellschaftspolitischem Ernst und unterhaltsamer Komödie, die den Finger genau in die Wunden hält, die in der übrigen Kinolandschaft gerne bedeckt gehalten werden. ‚Vorne ist verdammt weit weg‘ ist also gerade in Zeiten zunehmender Entpolitisierung der Unterhaltungssparte ein erfrischender Ausnahmefall. Dabei ist der Film trotz satirischer Überspitzung näher an der Realität, als man bisweilen vermuten würde. […] Diese tragikomische Gesellschaftssatire besitzt hohen Unterhaltungswert, insbesondere für diejenigen unter den Zuschauern, die weiter hinten stehen.“

## Auszeichnungen
Die Filmbewertungsstelle Wiesbaden verlieh dem Film das Prädikat „Besonders wertvoll“. In dem dazugehörigen Gutachten heißt es: „Mit ‚Vorne ist verdammt weit weg‘ ist dem Kabarettisten Frank-Markus Barwasser alias Erwin Pelzig zusammen mit dem Theaterregisseur Thomas Heinemann eine sympathische Komödie und gelungene Satire auf die Marktwirtschaft gelungen. Brillant besetzt knüpft der Film mit seinem fränkischen Charme an neue deutsche Filme wie ‚Wer früher stirbt ist länger tot‘ an.“